# Barbara Boxer
Barbara Levy Boxer (ur. 11 listopada 1940) – amerykańska polityk, członkini Partii Demokratycznej i senator ze stanu Kalifornia (1993–2017).
W wyborach senackich 2004 uzyskała największą liczbę głosów w skali kraju, jeżeli nie liczyć oddanych na dwóch głównych kandydatów na urząd prezydenta: demokratę Johna Kerry’ego i republikanina George W. Busha. Był to najlepszy rezultat jaki uzyskał kiedykolwiek jakikolwiek kandydat do kongresu Stanów Zjednoczonych.

## Wczesna lata i rodzina
Urodziła się w Brooklynie w Nowym Jorku w rodzinie żydowskiej (Judaizm jest zresztą jej religią). Pobierała nauki w publicznych szkołach, które ukończyła w roku 1959. Ukończyła też Brooklyn College w dziedzinie ekonomii w 1962. W tym samym roku poślubiła Stewarta Boxera. Mają dwoje dzieci: syna Douga i córkę Nicole.
Przez następne trzy lata po ślubie Boxer pracowała jako ekspert ekonomiczny, a w latach 70. XX wieku jako dziennikarka gazety Pacific Sun w Kalifornii, gdzie się przeprowadzili.
Ich córka Nicole poślubiła brata Hillary Rodham Clinton Tony’ego Rodhama podczas ceremonii w Białym Domu w 1994. Nicole ma syna Zachary’ego. Ona i Tony rozwiedli się w 2000.

## Kongreswoman
Kariera polityczna Barbary Boxer rozpoczęła się wraz z wybraniem jej w 1982 reprezentantką 6. okręgu wyborczego Kalifornii. Reprezentowała ten okręg dziesięć lat i pięć dwuletnich kadencji (1983–1993).

## Senator
Kiedy urzędujący senator-demokrata Alan Cranston odszedł na emeryturę w 1992, partia wystawiła na jego miejsce kongresmen Boxer. W roku 1998, 2004 i 2010 zostawała wybrana ponownie. Nie ubiegała się o kolejną reelekcję w 2016.

### Poglądy
- Zdecydowane poparcie dla dopuszczalności aborcji
- Poparcie dla rozszerzenia praw obywatelskich dla kobiet i homoseksualistów
- Zdecydowany sprzeciw wobec prywatyzacji systemu świadczeń socjalnych
- Opowiedzenie się za moratorium na karę śmierci i głos za obowiązkowymi testami DNA dla każdej federalnej egzekucji
- Opowiedzenie się ograniczeniami w dostępie do broni palnej
- Poparcie dla liberalizacji przepisów imigracyjnych
- Poparcie dla idei, żeby każda interwencja militarna była poparta przez ONZ
- Poparcie zdecydowanemu przeciwdziałaniu narkomanii
- Sprzeciw od samego początku przeciwko interwencji w Iraku
- Krytykuje istnienie kolegium elektorskiego

Barbara Boxer należała do najbardziej liberalnych (według terminologii amerykańskiej: lewicowych) członków kongresu USA. Strona www.issues2000.org określa ją jako Hard-Core Liberal.